# Acacia pinguifolia
Acacia pinguifolia é uma espécie de leguminosa do gênero Acacia, pertencente à família Fabaceae.